# Garcinia oligantha
Garcinia oligantha är en tvåhjärtbladig växtart som beskrevs av Elmer Drew Merrill. Garcinia oligantha ingår i släktet Garcinia och familjen Clusiaceae. Inga underarter finns listade i Catalogue of Life.